# Unità periferiche della Grecia

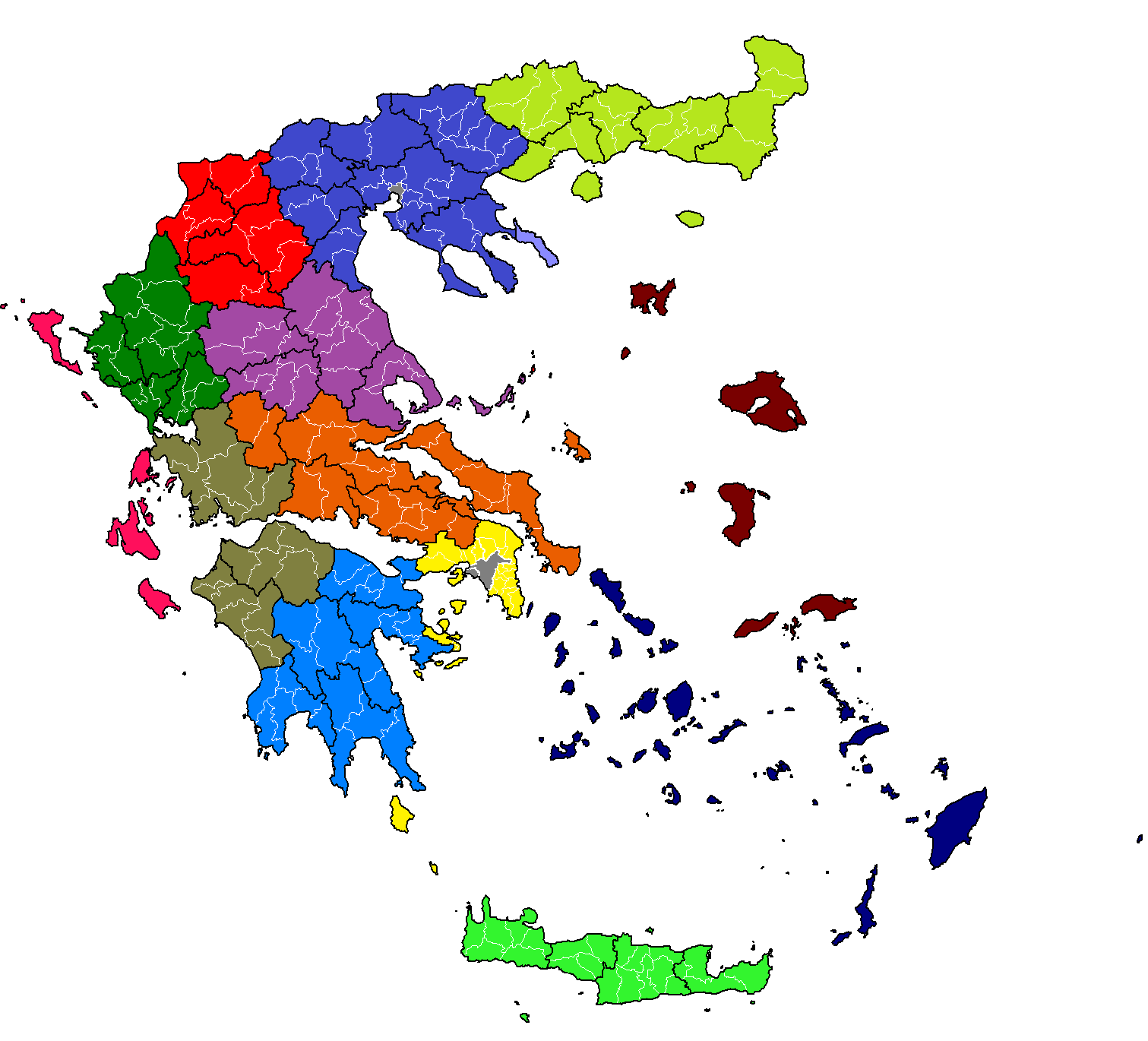
Unità periferiche della Grecia (in bianco i confini comunali)

Le unità periferiche della Grecia (in greco περιφερειακές ενότητες - perifereiakés enótites; sing. περιφερειακή ενότητα - perifereiakí enótita?) costituiscono la suddivisione territoriale di secondo livello del Paese, dopo le periferie, e ammontano a 74; ciascuna unità periferica comprende a sua volta più comuni, complessivamente 325.
Le unità periferiche sono divenute operative il 1º gennaio 2011, contestualmente all'abolizione delle precedenti 51 prefetture, secondo quanto disposto dalla riforma amministrativa nota come programma Callicrate. Non sono elettive, sono gestite da ufficiali nominati dalle periferie, e ne applicano a livello più locale le decisioni, confrontandosi coi sindaci del territorio.

## Modifiche territoriali
Dal punto di vista territoriale, le prefetture sono venute a coincidere con le omonime unità periferiche, salvo alcune prefetture che sono state invece scorporate tra più unità periferiche, come di seguito indicato.
| Periferia                    | Prefettura | Unità periferica                                                                |
| ---------------------------- | ---------- | ------------------------------------------------------------------------------- |
| Attica                       | Atene      | - Atene Centrale - Atene Meridionale - Atene Occidentale - Atene Settentrionale |
| Attica                       | Pireo      | - Il Pireo - Isole                                                              |
| Egeo Meridionale             | Cicladi    | - Andro - Ceo-Citno - Milo - Mykonos - Nasso - Paro - Santorini - Siro - Tino   |
| Egeo Meridionale             | Dodecaneso | - Calimno - Coo - Rodi - Scarpanto                                              |
| Egeo Settentrionale          | Lesbo      | - Lesbo - Lemno                                                                 |
| Egeo Settentrionale          | Samo       | - Samo - Icaria                                                                 |
| Isole Ionie                  | Cefalonia  | - Cefalonia - Itaca                                                             |
| Macedonia Orientale e Tracia | Kavala     | - Kavala - Taso                                                                 |
| Tessaglia                    | Magnesia   | - Magnesia - Sporadi                                                            |

## Lista
| Localizzazione | Codice | Unità periferica     | Capoluogo      | Popolazione (2011) | Superficie (km²) | Periferia                    |
| -------------- | ------ | -------------------- | -------------- | ------------------ | ---------------- | ---------------------------- |
|                | 37     | Acaia                | Patrasso       | 309 694            | 3 209            | Grecia Occidentale           |
|                | 59     | Andro                | Andro          | 9 221              | 380              | Egeo Meridionale             |
|                | 40     | Arcadia              | Tripoli        | 86 685             | 4 419            | Peloponneso                  |
|                | 41     | Argolide             | Nauplia        | 97 044             | 2 154            | Peloponneso                  |
|                | 19     | Arta                 | Arta           | 67 877             | 1 662            | Epiro                        |
|                | 45     | Atene Centrale       | Atene          | 1 029 520          | 87               | Attica                       |
|                | 48     | Atene Meridionale    | Glifada        | 529 826            | 69               | Attica                       |
|                | 47     | Atene Occidentale    | Peristeri      | 489 675            | 67               | Attica                       |
|                | 46     | Atene Settentrionale | Kifisià        | 592 490            | 139              | Attica                       |
|                | 50     | Attica Occidentale   | Eleusi         | 160 927            | 1 060            | Attica                       |
|                | 49     | Attica Orientale     | Pallene        | 502 348            | 1 513            | Attica                       |
|                | 28     | Beozia               | Livadeia       | 117 920            | 3 211            | Grecia Centrale              |
|                | 13     | Calcidica            | Polygyros      | 105 908            |                  | Macedonia Centrale           |
|                | 61     | Calimno              | Calimno        | 29 452             | 400              | Egeo Meridionale             |
|                | 71     | Candia               | Candia         | 305 490            | 2 641            | Creta                        |
|                | 35     | Cefalonia            | Argostoli      | 35 801             |                  | Isole Ionie                  |
|                | 57     | Chio                 | Chio           | 52 674             | 904              | Egeo Settentrionale          |
|                | 63     | Ceo-Citno            | Ioulis         | 3 911              | 249              | Egeo Meridionale             |
|                | 64     | Coo                  | Coo            | 34 396             | 340              | Egeo Meridionale             |
|                | 32     | Corfù                | Corfù          | 104 371            | 641              | Isole Ionie                  |
|                | 42     | Corinzia             | Corinto        | 145 082            | 2 290            | Peloponneso                  |
|                | 02     | Drama                | Drama          | 98 287             | 3 478            | Macedonia Orientale e Tracia |
|                | 39     | Elide                | Pyrgos         | 159 300            | 2 618            | Grecia Occidentale           |
|                | 08     | Emazia               | Veria          | 140 611            |                  | Macedonia Centrale           |
|                | 38     | Etolia-Acarnania     | Missolungi     | 210 802            | 5 461            | Grecia Occidentale           |
|                | 29     | Eubea                | Calcide        | 210 815            | 4 167            | Grecia Centrale              |
|                | 30     | Euritania            | Karpenisi      | 20 081             | 1 869            | Grecia Centrale              |
|                | 03     | Evros                | Alessandropoli | 147 947            | 4 242            | Macedonia Orientale e Tracia |
|                | 17     | Florina              | Florina        | 51 414             | 1 924            | Macedonia Occidentale        |
|                | 31     | Focide               | Amfissa        | 40 343             | 2 210            | Grecia Centrale              |
|                | 27     | Ftiotide             | Lamia          | 158 231            | 4 441            | Grecia Centrale              |
|                | 18     | Giannina             | Giannina       | 167 901            | 4 990            | Epiro                        |
|                | 15     | Grevena              | Grevena        | 31 757             | 2 291            | Macedonia Occidentale        |
|                | 54     | Icaria               | Agios Kirykos  | 9 882              | 301              | Egeo Settentrionale          |
|                | 51     | Il Pireo             | Il Pireo       | 448 997            | 50               | Attica                       |
|                | 52     | Isole                | Salamina       | 74 651             | 878              | Attica                       |
|                | 34     | Itaca                | Vathy          | 3 231              | 118              | Isole Ionie                  |
|                | 23     | Karditsa             | Karditsa       | 113 544            | 2 636            | Tessaglia                    |
|                | 16     | Kastoria             | Kastoria       | 50 322             | 1 720            | Macedonia Occidentale        |
|                | 05     | Kavala               | Kavala         | 124 917            | 1 732            | Macedonia Orientale e Tracia |
|                | 09     | Kilkis               | Kilkis         | 80 419             | 2 519            | Macedonia Centrale           |
|                | 14     | Kozani               | Kozani         | 150 196            | 3 516            | Macedonia Occidentale        |
|                | 74     | La Canea             | La Canea       | 156 585            | 2 376            | Creta                        |
|                | 43     | Laconia              | Sparta         | 89 138             | 3 636            | Peloponneso                  |
|                | 22     | Larissa              | Larissa        | 284 325            | 5 381            | Tessaglia                    |
|                | 72     | Lasithi              | San Nicolò     | 75 381             | 1 823            | Creta                        |
|                | 55     | Lemno                | Lemno          | 17 262             | 421              | Egeo Settentrionale          |
|                | 53     | Lesbo                | Mitilene       | 86 436             | 1 634            | Egeo Settentrionale          |
|                | 36     | Leucade              | Leucade        | 23 693             | 356              | Isole Ionie                  |
|                | 24     | Magnesia             | Volo           | 190 010            | 2 360            | Tessaglia                    |
|                | 44     | Messenia             | Calamata       | 159 954            |                  | Peloponneso                  |
|                | 65     | Milo                 | Milo           | 9 932              | 363              | Egeo Meridionale             |
|                | 66     | Mykonos              | Mykonos        | 10 134             | 105              | Egeo Meridionale             |
|                | 67     | Nasso                | Nasso          | 20 877             | 522              | Egeo Meridionale             |
|                | 68     | Paro                 | Paroikia       | 14 926             | 241              | Egeo Meridionale             |
|                | 10     | Pella                | Edessa         | 139 680            | 2 506            | Macedonia Centrale           |
|                | 11     | Pieria               | Katerini       | 126 698            | 1 516            | Macedonia Centrale           |
|                | 21     | Prevesa              | Prevesa        | 57 491             | 1 036            | Epiro                        |
|                | 73     | Retimo               | Retimo         | 85 609             | 1 496            | Creta                        |
|                | 69     | Rodi                 | Rodi           | 119 830            | 1 580            | Egeo Meridionale             |
|                | 01     | Rodopi               | Komotini       | 112 039            |                  | Macedonia Orientale e Tracia |
|                | 07     | Salonicco            | Salonicco      | 1 110 551          | 3 683            | Macedonia Centrale           |
|                | 56     | Samo                 | Samo           | 32 977             | 477              | Egeo Settentrionale          |
|                | 60     | Santorini            | Santorini      | 18 883             | 272              | Egeo Meridionale             |
|                | 62     | Scarpanto            | Pigadia        | 7 310              | 374              | Egeo Meridionale             |
|                | 12     | Serres               | Serres         | 176 430            | 3 968            | Macedonia Centrale           |
|                | 58     | Siro                 | Ermopoli       | 21 507             | 102              | Egeo Meridionale             |
|                | 25     | Sporadi              | Sciato         | 13 798             |                  | Tessaglia                    |
|                | 20     | Tesprozia            | Igoumenitsa    | 43 587             | 1 515            | Epiro                        |
|                | 04     | Taso                 | Porto di Taso  | 13 770             | 380              | Macedonia Orientale e Tracia |
|                | 70     | Tino                 | Tino           | 8 636              | 194              | Egeo Meridionale             |
|                | 26     | Trikala              | Trikala        | 131 085            | 3 384            | Tessaglia                    |
|                | 06     | Xanthi               | Xanthi         | 111 222            | 1 793            | Macedonia Orientale e Tracia |
|                | 33     | Zante                | Zante          | 40 759             | 408              | Isole Ionie                  |